# St. Georg (Nördlingen)

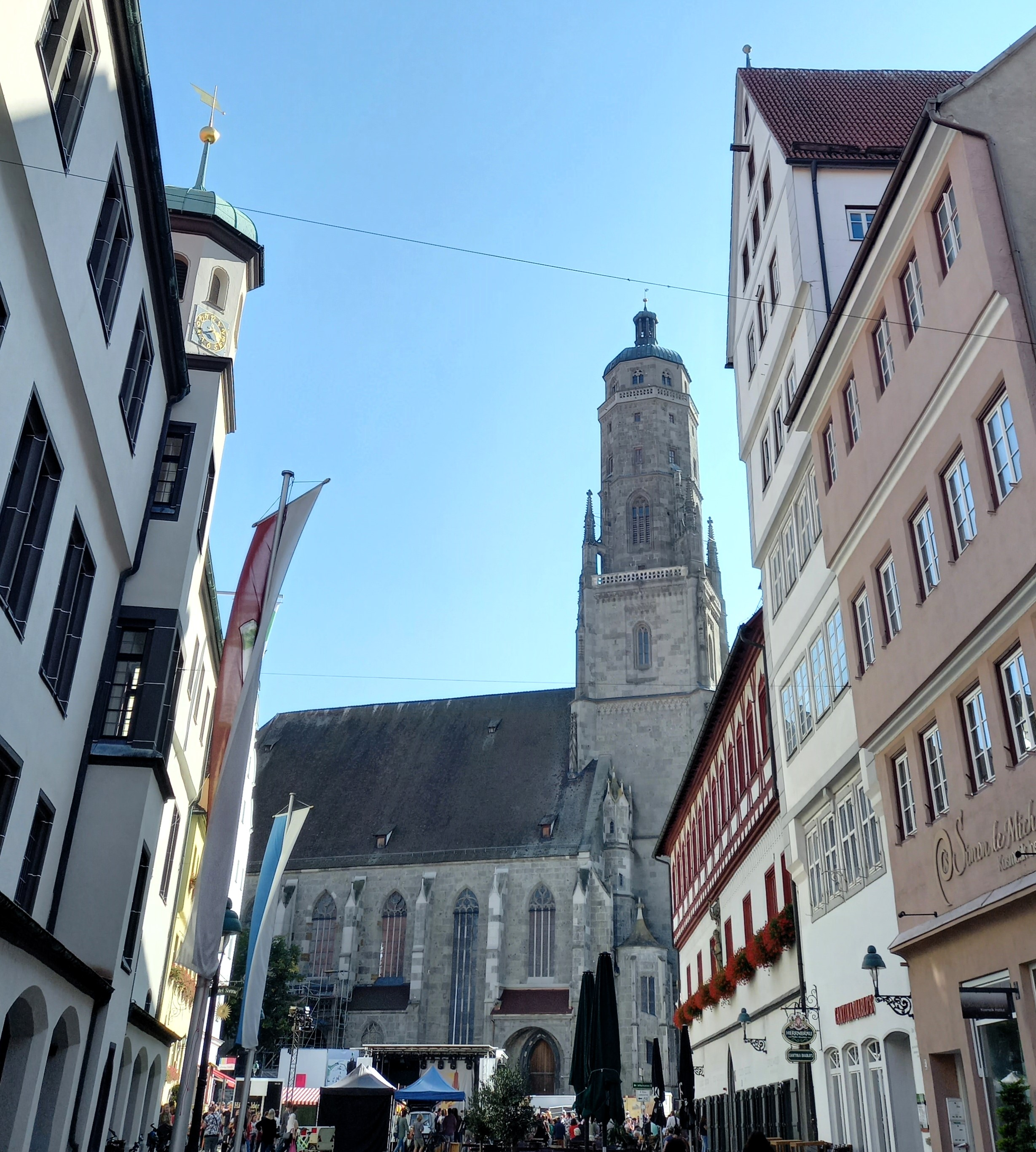
St. Georg in Nördlingen

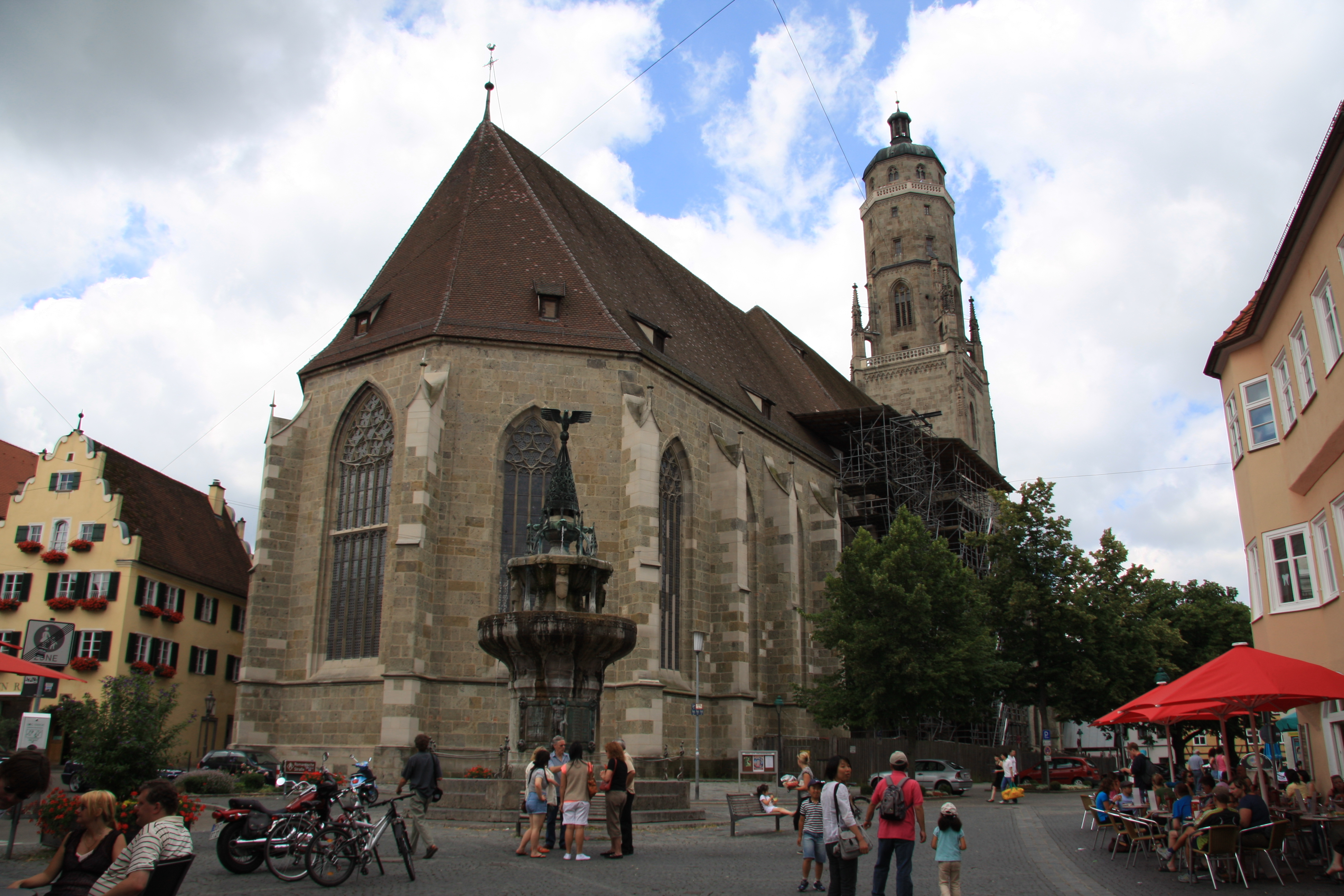
Ansicht von Osten

St. Georg ist die evangelisch-lutherische Pfarrkirche in der Mitte der Stadt Nördlingen. Die 1427 bis 1505 erbaute spätgotische Kirche mit ihrem weit sichtbaren Turm, dem Daniel, bildet das Wahrzeichen der Stadt.

## Geschichte
Der Rat der Reichsstadt Nördlingen beschloss den Bau der Georgskirche am 17. Oktober 1427. Der Chor der Hallenkirche wurde 1451 fertiggestellt, 1454 begann der Bau des Turmes. Der Hochaltar von Friedrich Herlin wurde 1462, der Turm 1490 vollendet. Mit der Fertigstellung des Gewölbes 1505 war der Bau, der großteils aus Suevit besteht, abgeschlossen. Weil sich Nördlingen unter Kaspar Kantz der Reformation anschloss, wurde St. Georg in den Jahren 1523/1525 zur evangelischen Stadtkirche.
Die erste Restaurierung der Kirche fand in den Jahren 1877 bis 1887 statt. Am 30. März 1945 um 21:25 Uhr zerstörte eine Fliegerbombe die 1889 aufgebaute Steinmeyer-Orgel. Am 2. Februar 1974 vernichtete ein Brand die alte Renaissanceorgel aus dem Jahr 1610. Zuletzt wurde die Kirche in den Jahren 1971 bis 1977 restauriert.

## Turm

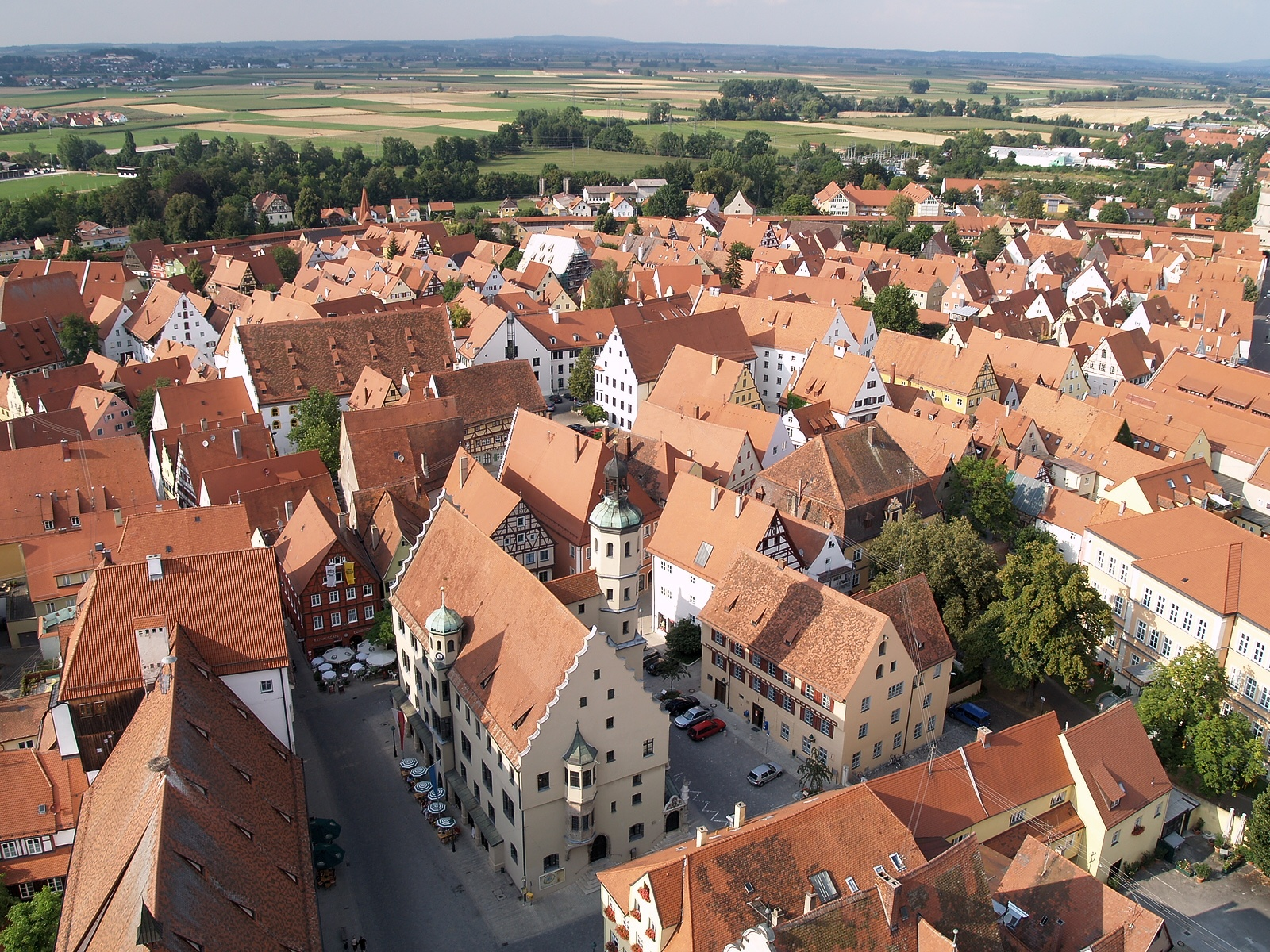
Blick vom Daniel nach Norden über die Stadt und das Nördlinger Ries; am Horizont befindet sich der 24 km entfernte Hesselberg

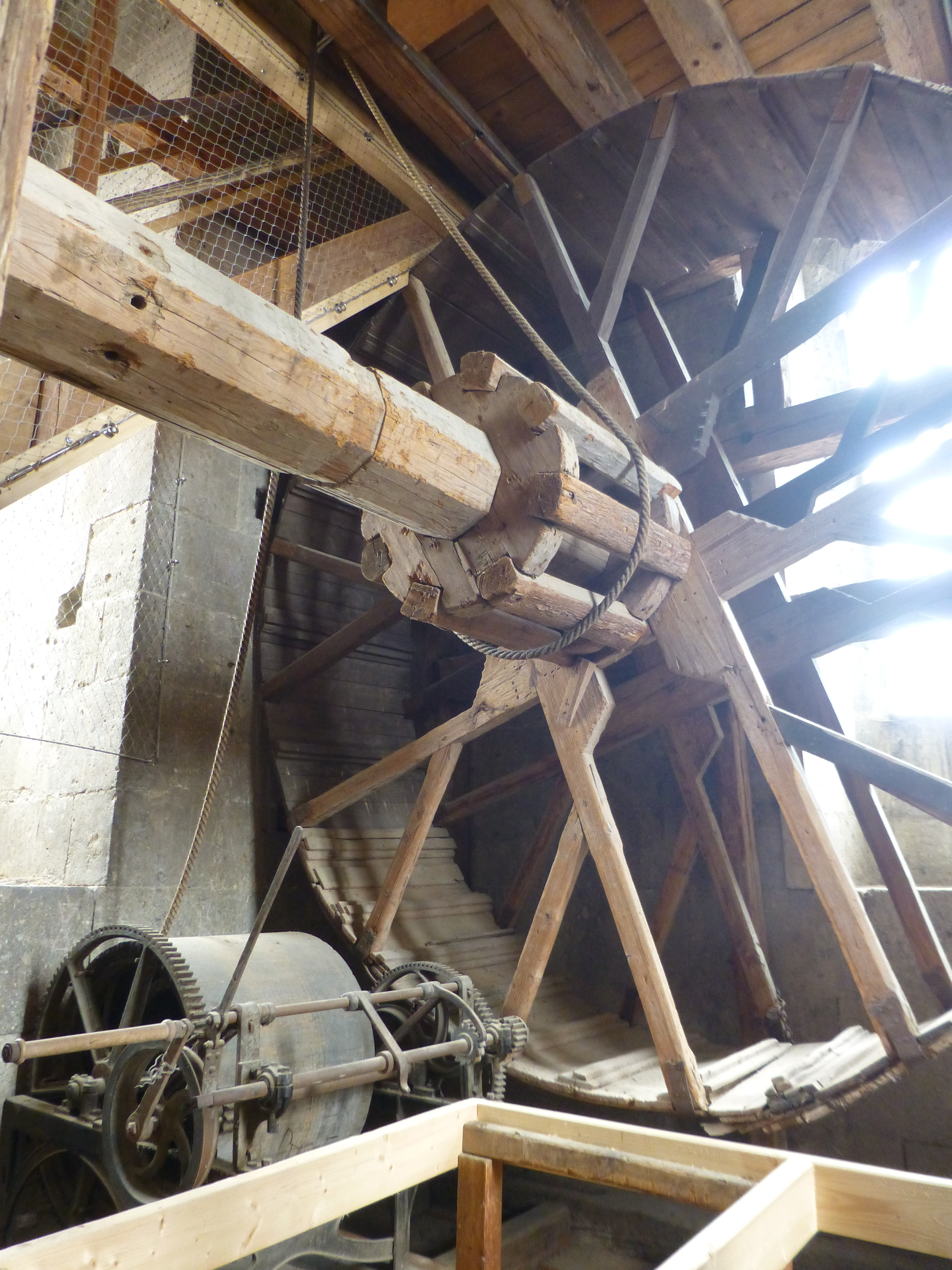
Laufrad

Von weitem sichtbar ist der 89,9 Meter hohe Kirchturm, der Daniel genannt wird und als Wahrzeichen Nördlingens gilt; er beherrscht das Stadtbild und die Landschaft des Rieskraters. Dieser Name geht auf Dan 2,48  zurück: „Und der König erhöhte Daniel und […] machte ihn zum Fürsten über das ganze Land.“
Zur oberhalb der Turmstube auf 70,30 Meter Höhe liegenden Aussichtsgalerie führen 350 Stufen. Diese ermöglicht einen Rundblick über die Dächer der Altstadt, die Stadtmauer und die umliegenden Dörfer bis zum Riesrand. 99 Kirchtürme seien nach Angaben der Stadt Nördlingen von dieser Galerie aus zu erkennen. In der auf 35,60 Meter Höhe liegenden 3. Ebene des Turms befindet sich ein spätmittelalterliches Laufrad. Häftlinge mussten es einst mit ihrem Körpergewicht bewegen, um Lasten auf den Turm zu befördern.
Die in der 8. Ebene auf 66,40 Meter Höhe liegende Turmstube ist ständig von einem Türmer besetzt – ein Beruf, den es nur noch in wenigen Städten Europas gibt, so in Münster, Bad Wimpfen und Krakau. Der Türmer ruft von 22 bis 24 Uhr halbstündlich vom Turm „So G’sell So!“ Der Ursprung dieses Rufs wird mit einer Legende in Zusammenhang gebracht: 1440 versuchte Graf Hans von Oettingen-Wallerstein aufgrund finanzieller Probleme, Nördlingen zu erobern. Um unbemerkt in die Stadt gelangen zu können, bestach er mehrere Torwächter, damit diese am Dreikönigsabend das Löpsinger Tor nicht abschlossen. Als die Frau des Lodenwebers Dauser in der Nacht nach draußen ging, um in einer Wirtschaft Bier zu holen, entdeckte sie das offene Tor, da sich gerade eine entflohene Sau daran rieb. Da rief sie die Worte „So G’sell So!“, die nicht nur die Sau vertrieben, sondern auch die Wachen alarmierten und insoweit als Drohung gegen die verräterischen Torwächter verstanden werden können; diese wurden später bei Würfelspiel und Wein aufgegriffen und dann gevierteilt. Kern der Sage ist also, eine Sau habe die Stadt gerettet. Der Wächterruf hat, historisch gesehen, mutmaßlich eher einen praktischen Hintergrund: Der in der Dunkelheit stündlich von allen Türmern gleichzeitig ausgerufene Spruch sollte sicherstellen, dass sich alle Wächter auf ihren Posten befanden und nicht schliefen.
Der heutige Turmhelm des Daniel wurde, nachdem ein Blitzschlag 1537 das provisorische Notdach zerstört hatte, in Form einer Welschen Haube auf den Kirchturm aufgesetzt. Neben den Turmhelmen der Münchner Frauenkirche war St. Georg in Nördlingen damit einer der ersten süddeutschen Kirchenbauten, die ein solches Dach erhielten, das sich später zum Zwiebelturm entwickelte.

## Hauptschiff

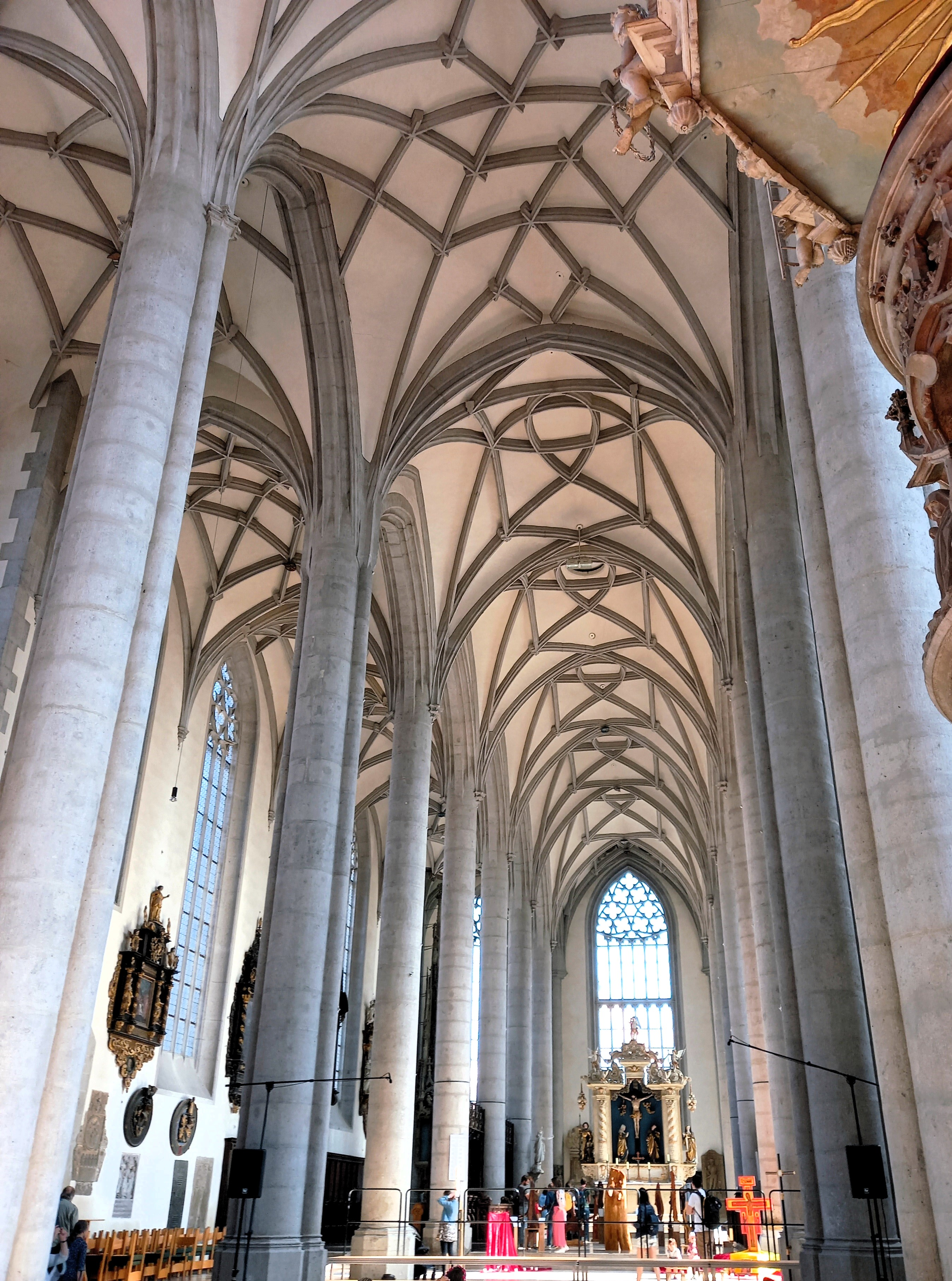
Innenraum nach Osten

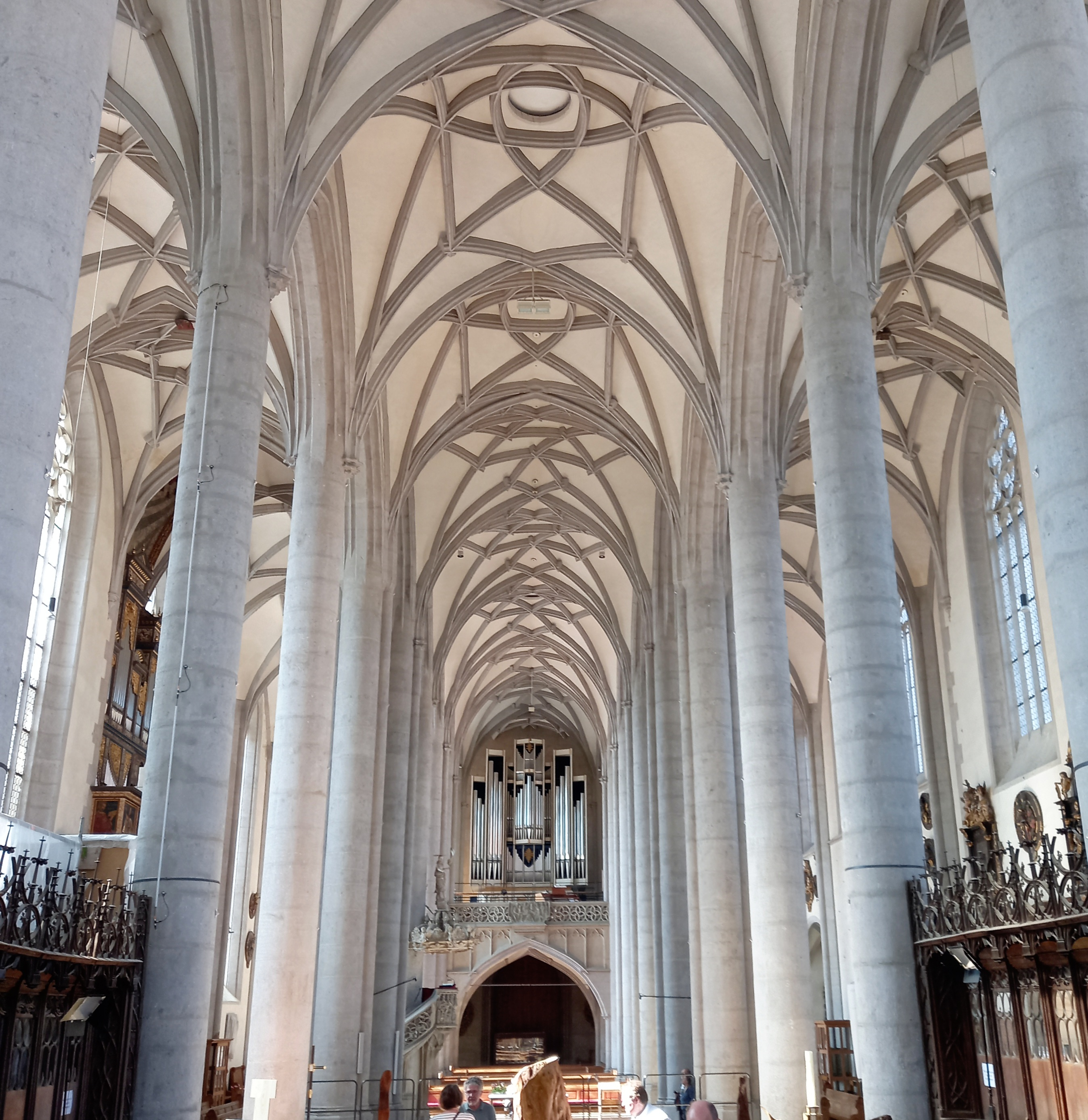
Innenraum nach Westen

Das 93 Meter lange und über 20 Meter hohe Kirchenschiff macht St. Georg zu einer der größten Hallenkirchen im süddeutschen Raum. Der Bau besteht aus einem dreischiffigen Chor sowie der dreischiffigen, zwölfjochigen Halle mit zwölf Mittelsäulen.
Den barocken Hochaltar schmücken spätgotische Holzskulpturen, die vom Niederländer Niclas Gerhaert van Leyden stammen. Es handelt sich um eine Kreuzigungsgruppe mit Maria und Johannes und zwei trauernden Engeln, flankiert vom heiligen Georg mit dem besiegten Drachen zu seinen Füßen und Maria Magdalena mit dem Salbungsgefäß in ihrer Hand. Diese Figuren, die heute im Stadtmuseum Nördlingen zu sehen sind, befanden sich ursprünglich in einem etwa zeitgleich entstandenen, von Friedrich Herlin bemalten Holzschrein mit beweglichen Flügeln. Seine barocke Gestalt erhielt der Altar im Jahr 1683 durch Johann Michael Ehinger. Das Gehäuse des spätgotischen Holzschreins wurde unter der barocken Ummantelung erst bei der Restaurierung 1971–1973 entdeckt; es steht heute an der Nordwand mit der bemalten Rückfront (acht Passionsszenen Christi sowie das Jüngste Gericht) nach vorne. Obwohl das Gehäuse von Herlin signiert ist (datiert 1462), wird angenommen, dass die Tafeln der Rückfront wegen ihrer geringeren Qualität gegenüber den Flügelaltartafeln nicht vom Meister stammen.
Am Chorgestühl aus dem Spätmittelalter (dem lokalen Kunstschreiner Hans Tauberschmid, der um 1500 wirkte, zugeschrieben) sind geschnitzte Tier- und Menschenköpfe sowie Fabelwesen angebracht. Der Taufstein stammt aus dem Jahr 1492.
Weiterhin bemerkenswert sind das Sakramentshäuschen in der Nordostecke des Chors, das nach einem Entwurf durch den Kirchenmeister Stephan Weyrer von dem Steinmetz Ulrich Creycz gefertigt wurde, die Emporenbrüstung mit Darstellung der Zwölf Apostel sowie die spätgotische Kanzel mit Reliefs der vier Evangelisten mit ihren Symbolen (Augsburg 1499) unter einem barocken Schalldeckel, auf dem Christus mit der Weltkugel thront (Johann Michael Ehinger, 1681). Zahlreiche Epitaphien und Totenschilde an den Seitenwänden zeugen von der Vergangenheit Nördlingens als reicher Bürger- und Handelsstadt.

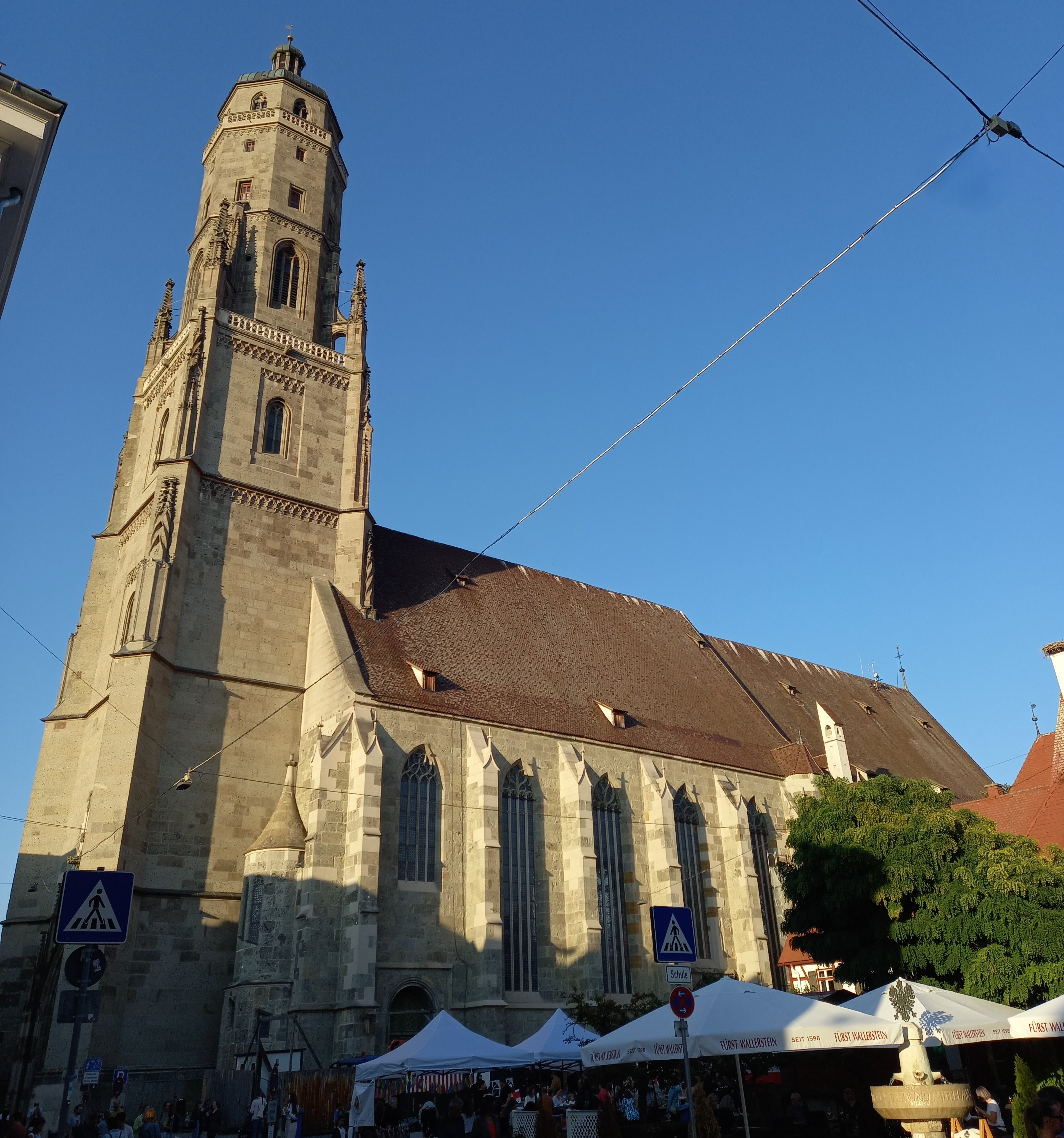
Außenansicht von Süden
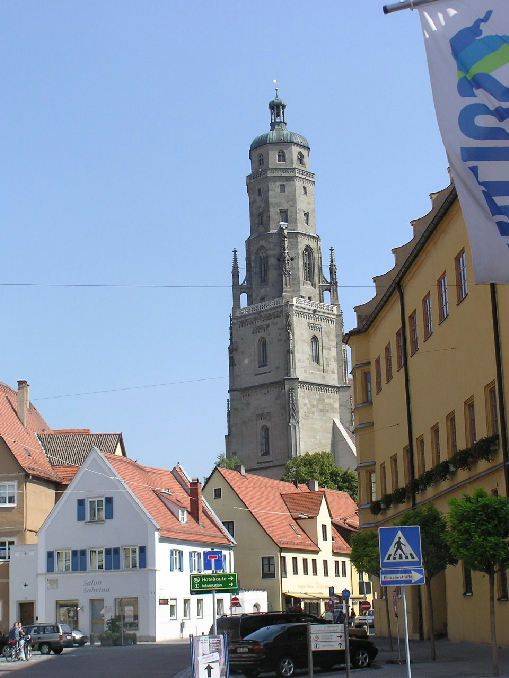
Turm
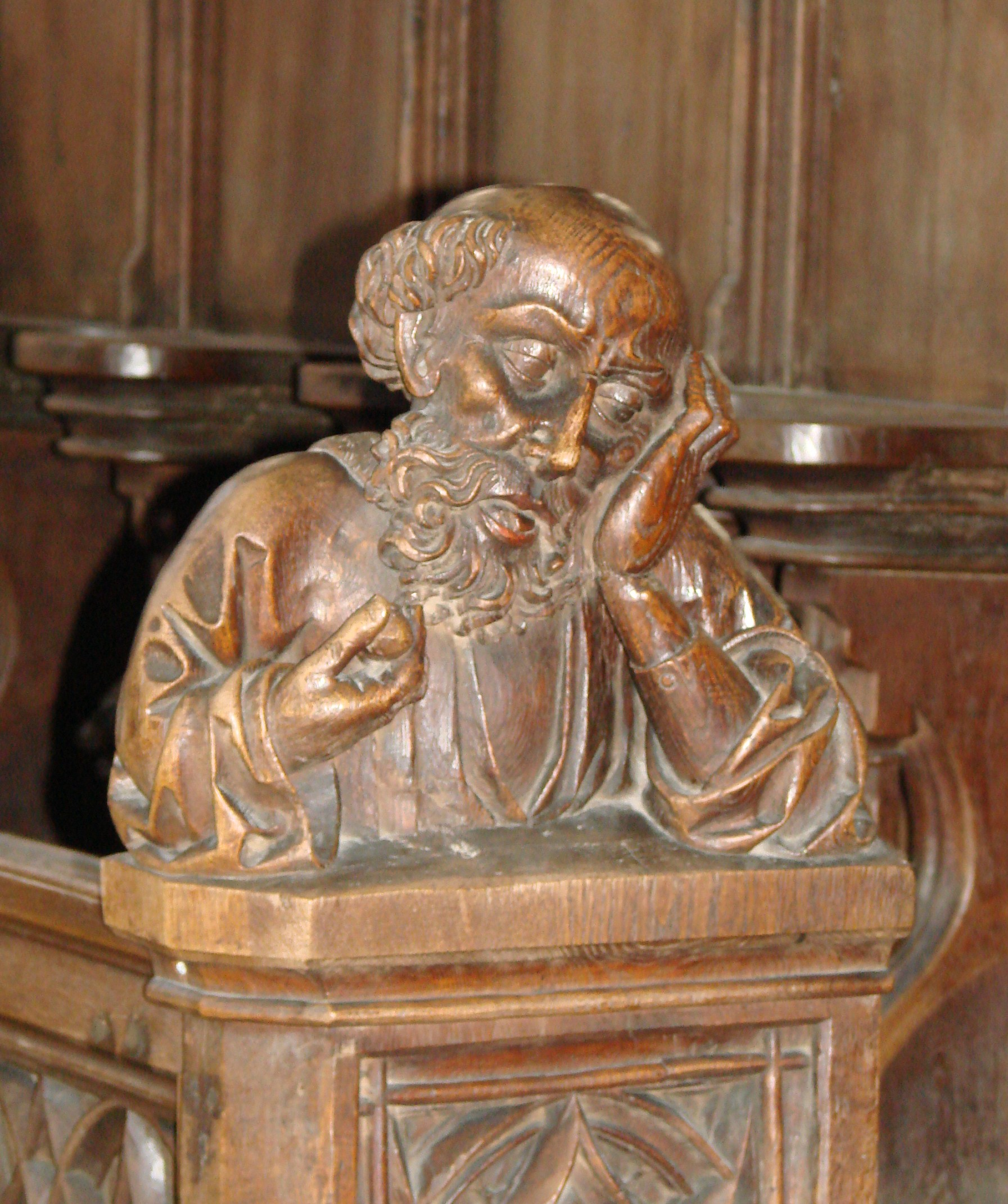
Schnitzarbeit am Chorgestühl
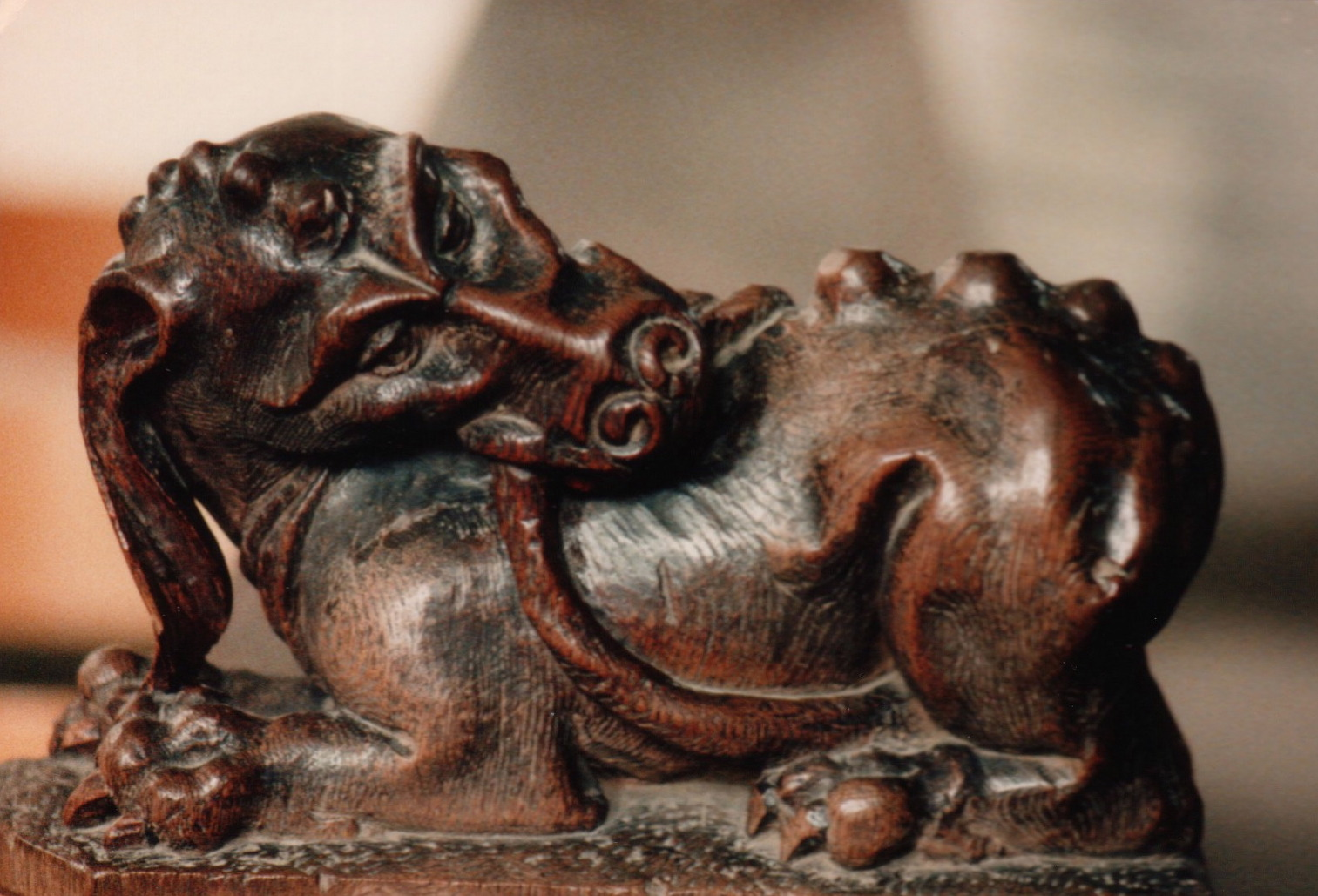
Schnitzarbeit am Chorgestühl
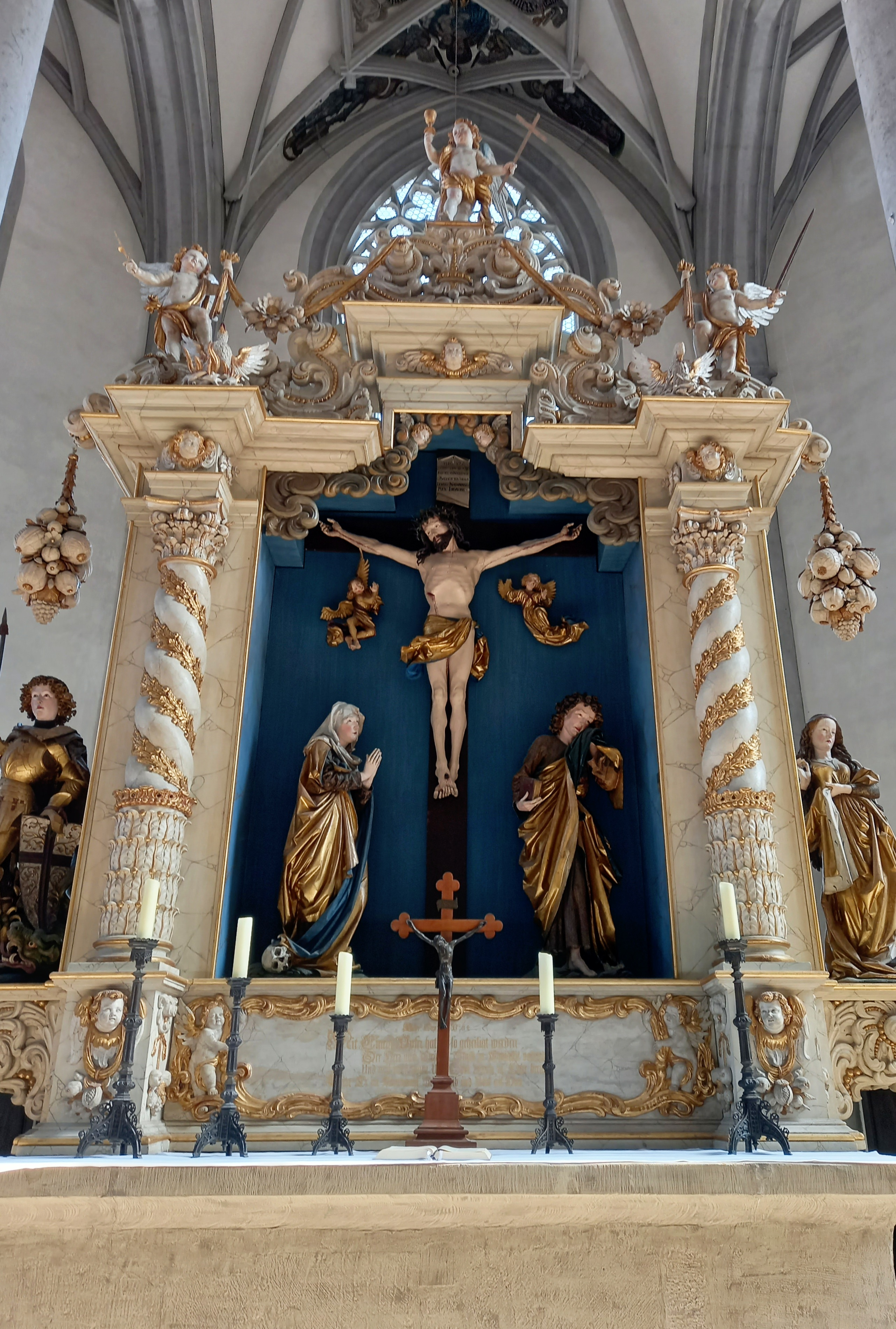
Choraltar
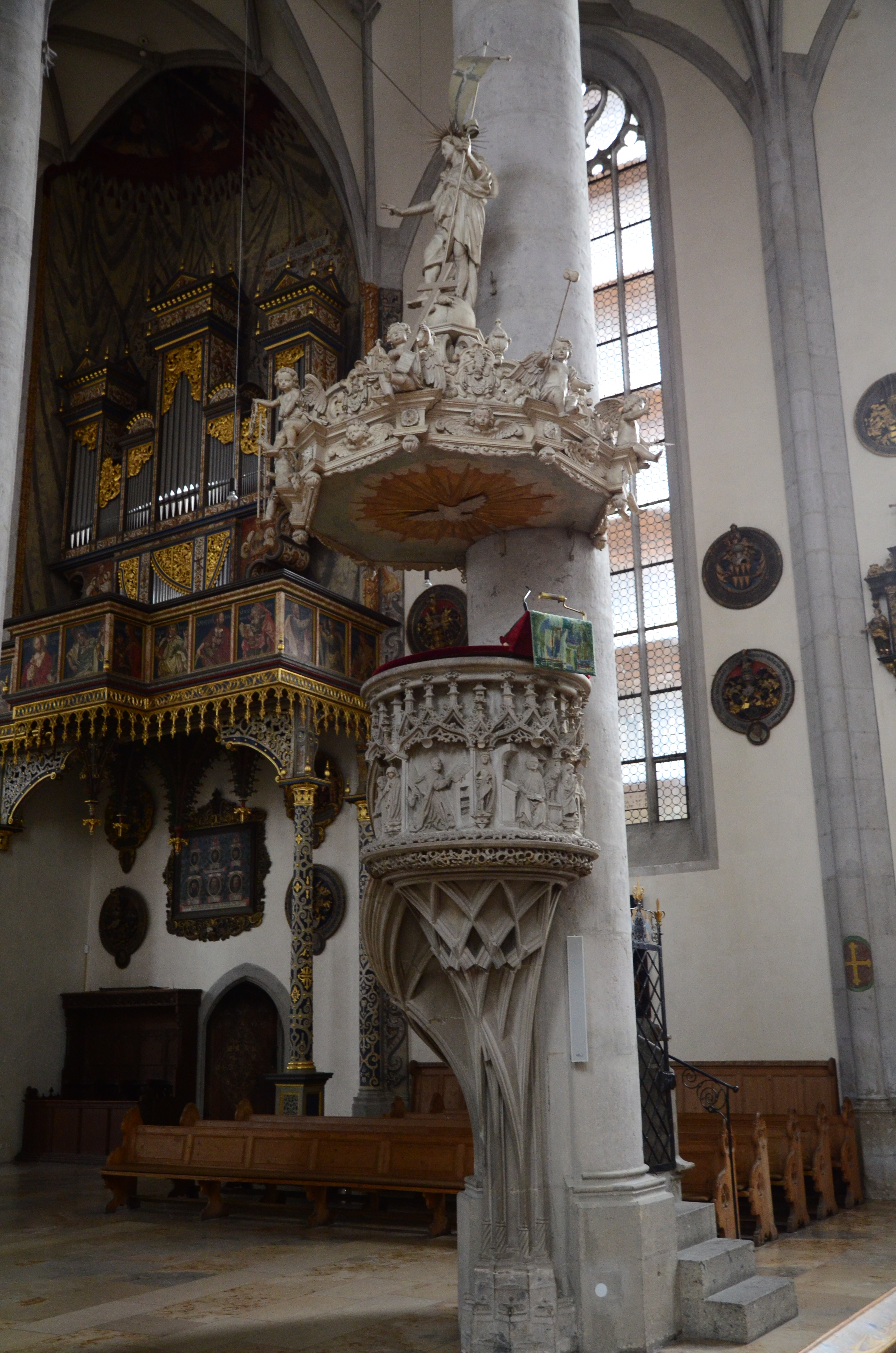
Gotische Kanzel
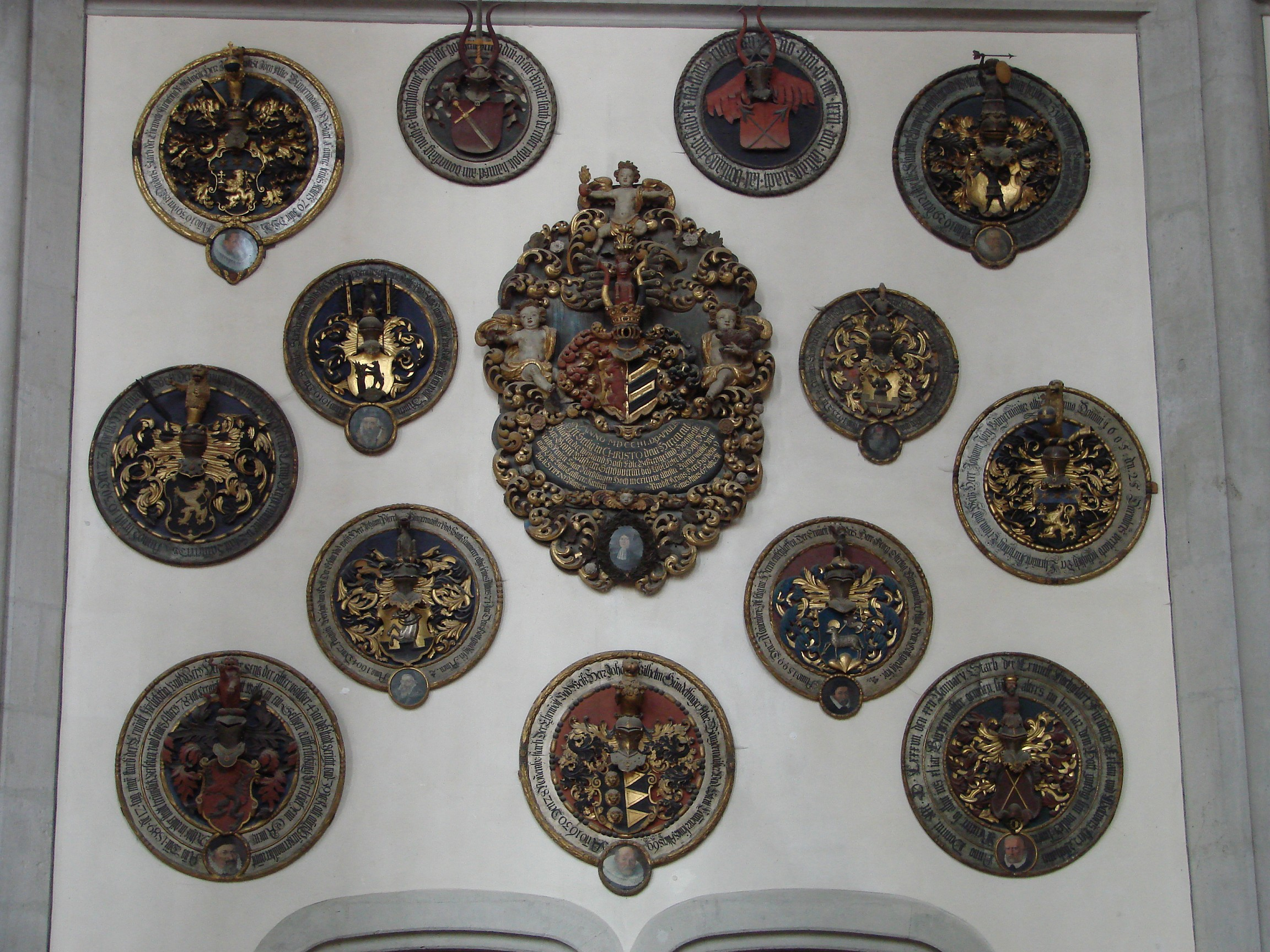
Epitaphien an der Südwand
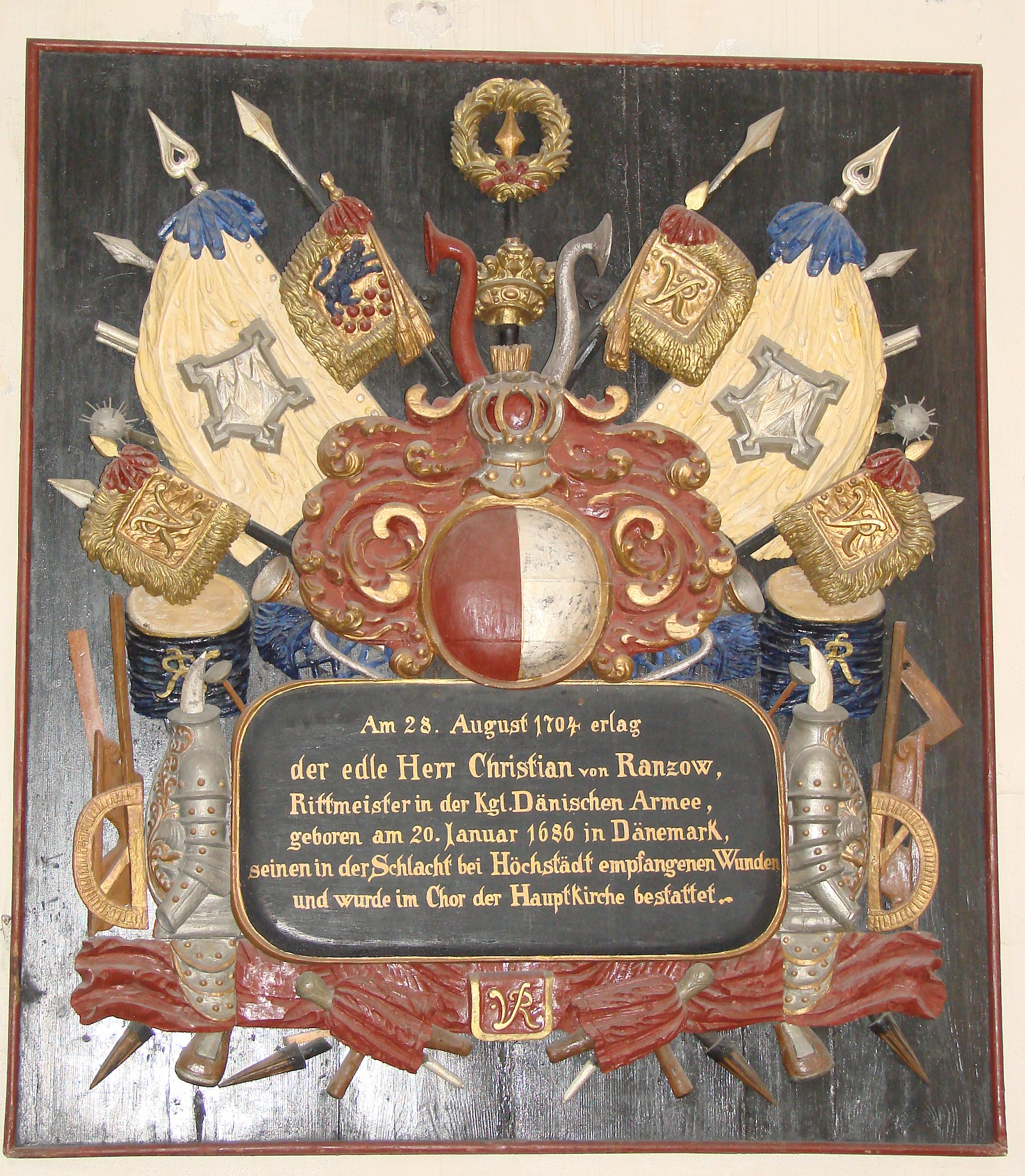
Epitaph

### Kanzel
Die steinerne spätgotische Kanzel besitzt einen Sockel mit üppigem, verschlungenem Rippenwerk und eine Treppe mit durchbrochener Maßwerkbrüstung. Am Kanzelkorb sind als Reliefs die vier Evangelisten mit ihren Symbolen dargestellt. Dazwischen sind unter Baldachinen der Schmerzensmann, Maria, Maria Magdalena, der Evangelist Johannes und der heilige Georg zu sehen.
Der barocke Schalldeckel, auf dem Christus mit der Weltkugel thront, stammt von Johann Michael Ehinger aus dem Jahr 1681. Der hölzerne Schalldeckel ist mit Putten und Engelsköpfen geschmückt.
Siehe auch: Kanzel von St. Georg (Nördlingen)

## Orgeln
Die St.-Georgs-Kirche besitzt drei Orgeln: die Hauptorgel auf der Westempore, die Seitenorgel in einem Renaissance-Prospekt (über der Sakristei) und ein kleines Orgelpositiv.

### Hauptorgel

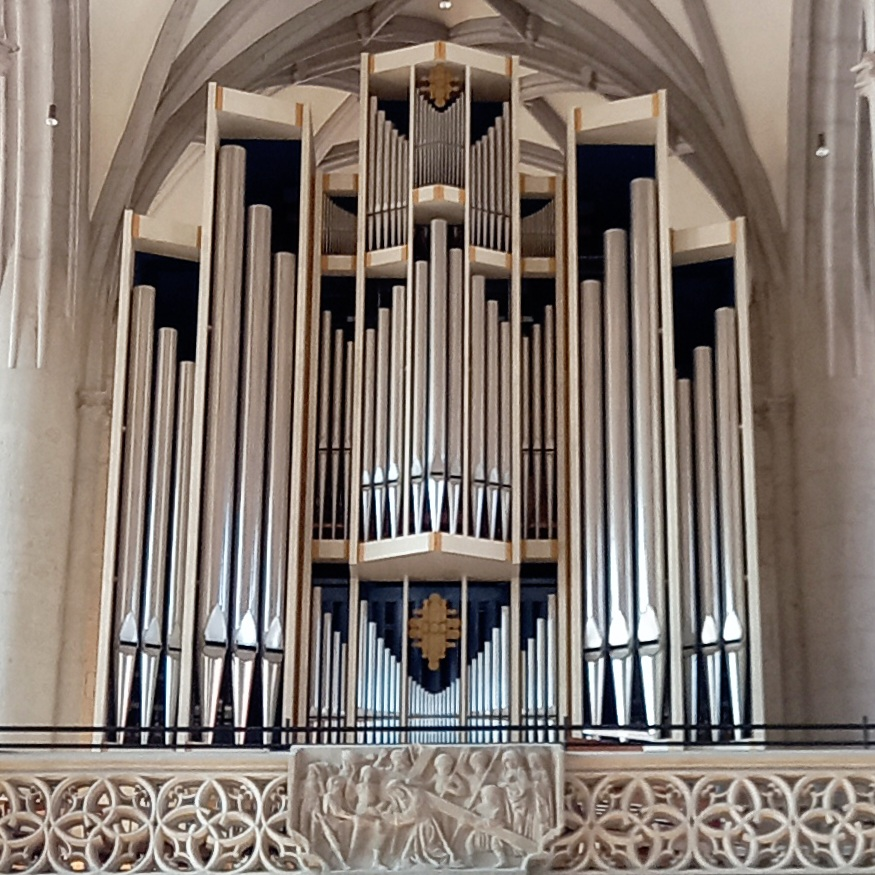
Hauptorgel

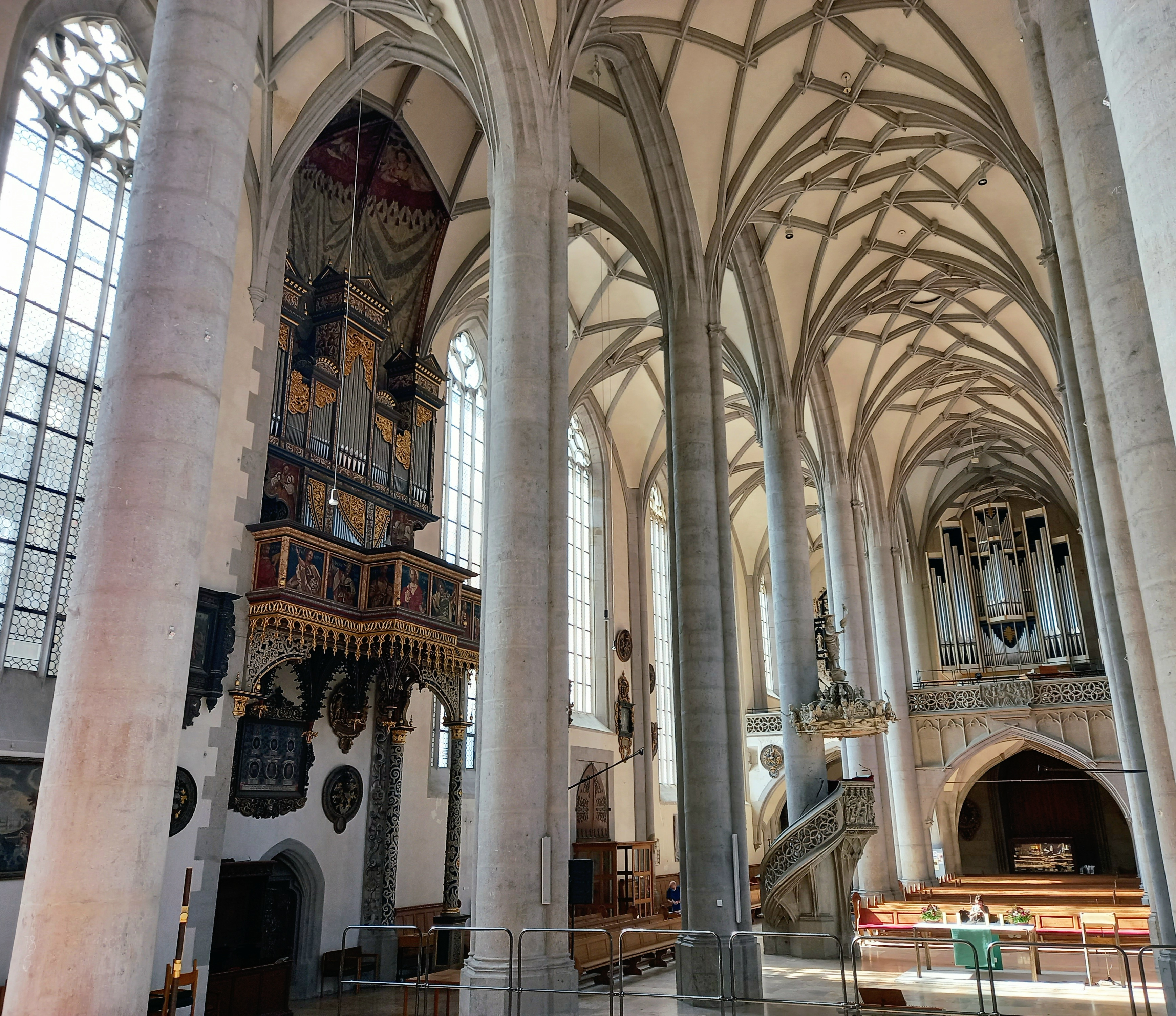
Haupt- und Seitenorgel

Die Orgelgeschichte in St. Georg reicht bis ins Jahr 1466 zurück, als ein gotisches Blockwerk aufgestellt wurde.  Im 17., 18. und 19. Jahrhundert wurden neue Orgeln gebaut, darunter ein bedeutendes Instrument der Firma Steinmeyer im Jahr 1889 mit 56 Registern, welches seinerzeit die drittgrößte Orgel in Bayern war, jedoch im Zweiten Weltkrieg zerstört wurde.
Die heutige Hauptorgel wurde 1977 durch die Orgelbaufirma Willi Peter erbaut und von der Orgelbaufirma Rensch im Jahre 2005 umstrukturiert. Das Instrument verfügt seither über 56 Register auf drei Manualwerken und Pedal. Der Spieltisch ist viermanualig;  über das vierte Manual ist die Seitenorgel von der Hauptorgel aus spielbar. Die Tontrakturen sind mechanisch, die Registertrakturen elektrisch.
| I Hauptwerk C–g3 |            |        |
| 01.              | Pommer     | 16′    |
| 02.              | Principal  | 08′    |
| 03.              | Holzflöte  | 08′    |
| 04.              | Gambe      | 08′    |
| 05.              | Octave     | 04′    |
| 06.              | Spitzflöte | 04′    |
| 07.              | Quinte     | 02 ⁄3′ |
| 08.              | Principal  | 02′    |
| 09.              | Mixtur IV  | 02′    |
| 10.              | Zimbel III | 01⁄2′  |
| 11.              | Fagott     | 16′    |
| 12.              | Trompete 0 | 08′    |

| II Kronwerk C–g3 |                |        |
| 13.              | Koppelflöte    | 08′    |
| 14.              | Quintade       | 08′    |
| 15.              | Prästant       | 04′    |
| 16.              | Rohrflöte      | 04′    |
| 17.              | Sesquialter II | 02 ⁄3′ |
| 18.              | Spillpfeife    | 02′    |
| 19.              | Sifflöte       | 01 ⁄3′ |
| 20.              | Rohrpfeife     | 01′    |
| 21.              | Scharf IV      | 01′    |
| 22.              | Basson         | 16′    |
| 23.              | Krummhorn      | 08′    |
|                  | Tremulant      |        |

| III Schwellwerk C–g3 |                        |         |
| 24.                  | Rohrgedeckt            | 16′     |
| 25.                  | Principal              | 08′     |
| 26.                  | Gedeckt                | 08′     |
| 27.                  | Spitzgambe             | 08′     |
| 28.                  | Vox coelestis          | 08′     |
| 29.                  | Oktave                 | 04′     |
| 30.                  | Blockflöte             | 04′     |
| 31.                  | Nasat                  | 02 ⁄3′  |
| 32.                  | Octavin                | 02′     |
| 33.                  | Terz                   | 01 3⁄5′ |
| 34.                  | Plein jeu V            | 02′     |
| 35.                  | Trompette harmonique 0 | 16′     |
| 36.                  | Trompette harmonique   | 08′     |
| 37.                  | Oboe                   | 08′     |
| 38.                  | Clairon                | 04′     |
|                      | Tremulant              |         |

| Pedal C–f1 |              |         |
| 39.        | Flûte        | 32′     |
| 40.        | Flûte        | 16′     |
| 41.        | Principal    | 16′     |
| 42.        | Subbass      | 16′     |
| 43.        | Quintbass    | 10 2⁄3′ |
| 44.        | Octavbass    | 08′     |
| 45.        | Gedeckt      | 08′     |
| 46.        | Gemsbass     | 08′     |
| 47.        | Choralbass   | 04′     |
| 48.        | Hohlflöte    | 04′     |
| 49.        | Nachthorn    | 02′     |
| 50.        | Mixtur IV    |         |
| 51.        | Carillon II  |         |
| 52.        | Bombarde     | 32′     |
| 53.        | Bombarde     | 16′     |
| 54.        | Fagott       | 16′     |
| 55.        | Trompetbass  | 08′     |
| 56.        | Feldtrompete | 04′     |
|            | Tremulant    |         |

- Koppeln:
  - Normalkoppeln: II/I, III/I, IV/I, III/II, IV/II, I/P, II/P, III/P, IV/P
  - Superoktavkoppeln: I/I, III/III, III/I, III/II, I/P, III/P
  - Suboktavkoppeln: I/I, III/III, III/II, III/I
- Spielhilfen: 10×1000-fache Setzeranlage (Diskettenlaufwerk), Crescendowalze.

### Seitenorgel

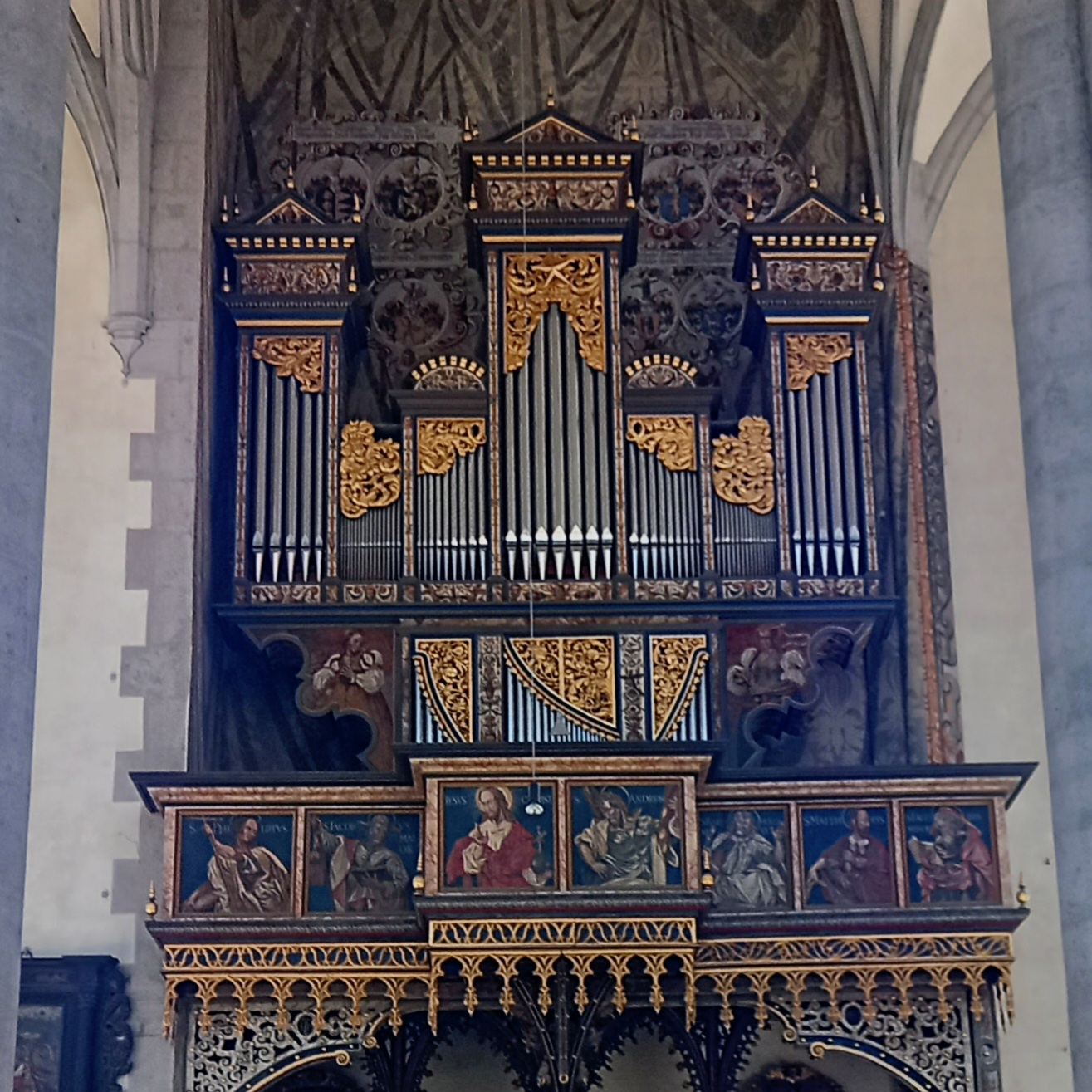
Seitenorgel

Die Seitenorgel hinter dem Renaissance-Prospekt von 1610 fiel 1974 einem Brand zum Opfer. Sie wurde 1976 von der Firma Peter mit zehn Registern auf zwei Manualen und Pedal rekonstruiert. Die Disposition lautet wie folgt:
| I Hauptwerk C–g3 |           |    |
| 1.               | Principal | 8′ |
| 2.               | Rohrflöte | 8′ |
| 3.               | Octav     | 4′ |
| 4.               | Mixtur V  | 2′ |

| II Unterwerk C–g3 |               |    |
| 5.                | Gedeckt       | 8′ |
| 6.                | Blockflöte    | 4′ |
| 7.                | Octav         | 2′ |
| 8.                | Scharff II–IV | 1′ |

| Pedal C–f1 |             |     |
| 9.         | Subbass     | 16′ |
| 10.        | Gedecktbass | 8′  |

- Koppeln: II/I, I/P, II/P

## Glocken

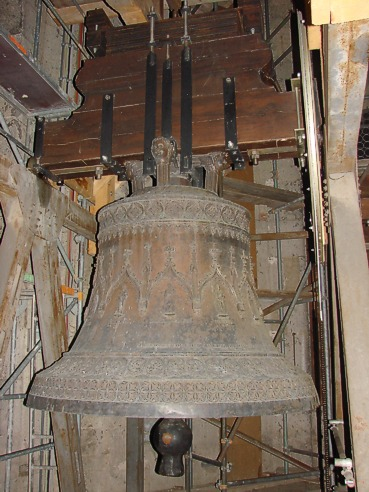
Große Glocke oder Apostelglocke von 1862

In der Glockenstube im Kirchturm der St.-Georgs-Kirche „Daniel“ hängen vier Glocken:
1. Die Große Glocke oder Apostelglocke (früher auch Marienglocke oder Schlangenglocke genannt) hing ursprünglich in der Stargarder Marienkirche und kam 1952 als sogenannte Leihglocke nach dem Zweiten Weltkrieg nach Nördlingen (vgl. St. Lukas in München). Ihr reichhaltiger Dekor beinhaltet nebst großzügiger Friese eine um die Flanke angebrachte Darstellung der zwölf Apostel mit Namen unter neogotischen Ädikulä. Dazu trägt die Glocke die Inschrift RUFE GETROST, SCHONE NICHT, ERHEBE DEINE STIMM.[12]
2. Im Jahre 1960 ergänzte die Glocken- und Kunstgießerei Rincker zwei Glocken. Die größere von beiden, die Sterbeglocke, trägt die Inschrift CHRISTUS SPRICHT: ICH LEBE UND IHR SOLLT AUCH LEBEN.
3. Die kleinere Taufglocke trägt folgende Inschrift: EIN HERR, EIN GLAUBE, EINE TAUFE.
4. Die älteste Nördlinger Glocke ist die Osanna. Sie wurde 1496 von Peter Gereis aus Augsburg gegossen.

In der Laterne des Turmhelms hängt zusätzlich noch die Sturmglocke aus dem Jahr 1536. Außerdem befinden sich dort zwei Glockenschalen von 1831 für den Uhrschlag.
| Glocke | Name                            | Gussjahr | Gießer                                   | Durchmesser | Masse     | Schlagton (HT-1⁄16) |
| ------ | ------------------------------- | -------- | ---------------------------------------- | ----------- | --------- | ------------------- |
| 1      | Große Glocke oder Apostelglocke | 1862     | Friedrich Gruhl, Kleinwelka              | ≈ 1879 mm   | ≈ 3700 kg | G° +9               |
| 2      | Sterbeglocke                    | 1960     | Glocken- und Kunstgießerei Rincker, Sinn | ≈ 1630 mm   | 0 2593 kg | H° +3               |
| 3      | Taufglocke                      | 1960     | Glocken- und Kunstgießerei Rincker, Sinn | ≈ 1460 mm   | 0 1996 kg | d′ +5               |
| 4      | Osanna                          | 1496     | Peter Gereis, Augsburg                   |             | ≈ 1400 kg | e′ +6               |

Die beiden alten Glocken (Osanna und Apostelglocke) von 1496 und 1862 wurden von der Nördlinger Firma Lachenmeyer durch Aufschweißen restauriert. Nach der Läuteordnung wird um 6, 12 und 19 Uhr, beziehungsweise um 18 Uhr im Winterhalbjahr, mit der Osanna das Betläuten ausgeführt. Am Samstagabend läuten um 16 Uhr alle vier Glocken den Sonntag ein.
| Vollgeläut zum Sonntageinläuten |

## Kirchenbaumeister
Am Bau der St.-Georgs-Kirche waren folgende Baumeister beteiligt:
| Jahr      | Name                       | Anmerkung |
| --------- | -------------------------- | --- |
| 1427–1429 | Hans Kun und Hans Felber   | Man nimmt an, dass der Ulmer Münsterbaumeister Hans Kun und sein Mitarbeiter Hans Felber den Entwurf machten. Felber leitete den Bau bis 1429. |
| 1429–1438 | Konrad Heinzelmann         | Nachdem Konrad Heinzelmann Nördlingen verlassen hatte, erbaute er 1439 den neuen Chor in der St.-Lorenz-Kirche zu Nürnberg, wo er 1454 starb. |
| 1439–1461 | Nikolaus Eseler            | Unter Eseler kam das Langhaus (ohne die Gewölbe) und der Unterbau des Turms bis über das erste Geschoss zur Vollendung. Eseler war der Sohn von Peter Eseler, der als Werkmeister am Mainzer Dom arbeitete.                                                       |
| 1461      | Konrad Roritzer            | Der Regensburger Dombaumeister Konrad Roritzer wurde mit der Planung für den Weiterbau des bereits begonnenen Turms beauftragt. 1461 stellte sein Sohn Matthäus den Entwurf zusammen mit einem Modell in Nördlingen vor.                                          |
| 1462–1464 | Hans Zenkel                | Der Kirchenmeister Hans Zenkel stammte aus Regensburg. |
| 1464–1480 | Wilhelm Kreglinger         | War ein Kirchenmeister aus Würzburg. |
| 1472      | Moritz Ensinger            | Moritz Ensinger aus Ulm wurde für beratende Tätigkeiten im Bezug auf den Turmbau hinzugezogen. |
| 1481–1494 | Heinrich Echser            | Genannt „Kugler“, vollendet 1490 den Turm und errichtet 1492 die Chorpfeiler. |
| 1495–1505 | Stephan Weyrer der Ältere  | Stephan Weyrer von Burghausen wurde den Nördlingern von Burkhard Engelberg empfohlen. Unter seiner Leitung erfolgt die Einwölbung des Langhauses und somit die Fertigstellung der St.-Georgs-Kirche.                                                              |
|           |                            | |
| 1506–1508 | Stephan Weyrer             | Stephan Weyrer errichtete die von Gewölben getragene Westempore mit ihrer aufwendigen Maßwerkbrüstung sowie die mit großer geometrischer Raffinesse angelegte Spindeltreppe.                                                                                      |
| 1511–1519 | Stephan Weyrer             | Stephan Weyrer fügte in der Nordwand eine vom Reichsvizekanzler Nikolaus Ziegler gestiftete Kapelle ein. |
| 1511–1525 | Stephan Weyrer             | Der Steinmetz Ulrich Creycz fertigte das von Weyrer entworfene Sakramentshäuschen. Es steht in der Nordostecke des Chors und stellt den Höhepunkt der Steinbildhauerkunst in St. Georg dar.                                                                       |
| 1539      | Stephan Weyrer der Jüngere | Nachdem 1537 ein Blitzeinschlag das Turmdach zerstört hatte, führte der Kirchenmeister Stephan Weyrer der Jüngere den neuen Turmabschluss in Form einer welschen Haube aus.                                                                                       |
| 1552–1563 | Stephan Weyrer d. J.       | Vollendung der Steinmetzarbeiten an den Eingangsportalen. |
|           |                            | |
| 1878–1887 | Franz Josef Denzinger      | Obwohl schon 1831 ein großer Suevitwerkstein vom Turm abgestürzt war, konnten die nötigen Restaurierungsarbeiten erst 1874 begonnen werden. Ab 1878 unterstützte den städtischen Baurat Max Gaab der zuvor in Frankfurt tätige Kirchenbaumeister Josef Denzinger. |
| 1971–     | Michael Scherbaum          | 1971 Gründung der St.-Georgs-Bauhütte zur Instandsetzung der St.-Georgs-Kirche. |